# Abgestimmte Niederschlagsrate
Der Begriff Abgestimmte Niederschlagsrate oder im englischen MPR für matched precipitation rate bezeichnet das Prinzip in einem Bewässerungssystem eine möglichst gleichmäßige Niederschlagsrate zu erreichen. Das kann ansatzweise durch die Auswahl von Regnern mit gleicher Niederschlagsrate erreicht werden und indem man in einer gemeinsamen Bewässerungszone die Regner jeweils gleich große Kreisausschnitte bewässern lässt. Einen Schritt weiter gehen Regner mit speziellen MPR-Düsen: Je nach Größe des Kreisausschnittes, der bewässert wird, werden unterschiedliche Düsen verwendet, die die Durchflussmenge an die Größe des Kreisausschnittes anpassen. Andere Regner haben das MPR-Prinzip fix im Regner integriert, abhängig vom eingestellten Kreisausschnitt und der Wurfweite passt der Regner den Durchfluss automatisch an, sodass immer die gleiche Niederschlagsrate erreicht wird. Zu dieser Gruppe gehören z. B. der Hunter MP Rotator und Rain Bird R-VAN.

## Berechnungsformel
Für ein bereits aktives Bewässerungssystem kann man die Niederschlagrate wie folgt berechnen: Durchflussmenge je Stunde/Bewässerte Fläche in Quadratmeter = Liter je Stunde je Quadratmeter.
In der Praxis werden die Regner in Bewässerungssystemen nach einem bestimmten Schema positioniert, die zwei bekanntesten Schemen sind der Vierecksverband und der Dreiecksverband. Für Regner in einem Vierecks- oder Dreiecksverband lassen sich die Niederschlagsraten mit folgenden Berechnungsformeln berechnen:
Niederschlagsrate im Vierecksverband = Durchflussmenge/(Wurfweite *  Wurfweite)
Niederschlagsrate im Dreiecksverband = Durchflussmenge/(Wurfweite * (Wurfweite * 0,866))